# Eggnog (album)
Eggnog – drugi minialbum zespołu Melvins, wydany w 1991 roku przez firmę Boner Records. 

## Lista utworów
1. "Wispy" 1:45
2. "Antitoxidote" 2:16
3. "Hog Leg" 3:24
4. "Charmicarmicat" 12:50

## Twórcy
- Buzz Osborne – wokal, gitara
- Dale Crover – perkusja
- Lori Black – gitara basowa
- Jonathan Burnside – Producent
- Billy Anderson – Producent
- Diana Berry – okładka